# تفلق رصاصي
التِفْلِق الرصاصيّ هو نوع من الطيور من الفصيلة التفلقية. يوجد في الأرجنتين وبوليفيا والبرازيل وتشيلي والإكوادور وباراغواي وبيرو والأوروغواي.